# الانتخابات الرئاسية التركية 2000
الانتخابات الرئاسية التركية لسنة 2000 جرت بتاريخ 27 أبريل إلى 5 ماي 2000، اجتمعت الجمعية الوطنية الكبرى لاختيار رئيس الجمهورية للمرة 17 منذ قيام الجمهورية التركية خلفا للرئيس سليمان دميرل. ترشح 10 مرشحين للمنصب من أغلب الأحزاب الممثلة في البرلمان. توج هذا التصويت بانتخاب أحمد نجدت سيزر رئيس المحكمة الدستورية رئيسًا عاشرًا للجمهورية التركية لفترة 7 سنوات.

## التصويت
| إنتخاب رئيس الجمهورية التركية 27 أبريل إلى 5 ماي 2000 | إنتخاب رئيس الجمهورية التركية 27 أبريل إلى 5 ماي 2000 | إنتخاب رئيس الجمهورية التركية 27 أبريل إلى 5 ماي 2000 | إنتخاب رئيس الجمهورية التركية 27 أبريل إلى 5 ماي 2000 | إنتخاب رئيس الجمهورية التركية 27 أبريل إلى 5 ماي 2000 |
| ----------------------------------------------------- | ----------------------------------------------------- | ----------------------------------------------------- | ----------------------------------------------------- | ----------------------------------------------------- |
| عدد أعضاء المجلس                                      | عدد أعضاء المجلس                                      | عدد أعضاء المجلس                                      | عدد أعضاء المجلس                                      | 550                                                   |
| الغائبون عن التصويت                                   | الغائبون عن التصويت                                   | الغائبون عن التصويت                                   | الغائبون عن التصويت                                   | 17                                                    |
| عدد الجولة ويوم الإقتراع                              | عدد الجولة ويوم الإقتراع                              | ج1/ 27أبريل                                           | ج2 /1 ماي                                             | ج3/ 5 ماي                                             |
| المترشح                                               | الإنتماء الحزبي                                       | النتيجة                                               | النتيجة                                               | النتيجة                                               |
| أحمد نجدت سيزر                                        | مستقل                                                 | 281                                                   | 314                                                   | 330                                                   |
| نجدت يلشنتاش                                          | حزب الفضيلة (تركيا)                                   | 61                                                    | 66                                                    | 113                                                   |
| سعدي شومش أغلو                                        | حزب الحركة القومية                                    | 58                                                    | 32                                                    | 43                                                    |
| راسم زعيم اوغلو                                       | حزب الطريق الصحيح                                     | 7                                                     | 3                                                     | 24                                                    |
| محمد بريد بيوكرمان                                    | مستقل                                                 | 3                                                     | 2                                                     | 7                                                     |
| يلدرم أكبولوت                                         | حزب الوطن الأم                                        | 56                                                    | 88                                                    | انسحاب                                                |
| دوغان غورش                                            | حزب الطريق الصحيح                                     | 35                                                    | 22                                                    | انسحاب                                                |
| احمد ايمايا                                           | حزب الطريق الصحيح                                     | 10                                                    | انسحاب                                                | انسحاب                                                |
| أغاه اوكتاي غونر                                      | حزب الوطن الأم                                        | 5                                                     | انسحاب                                                | انسحاب                                                |
| أووز أيغون                                            | حزب اليسار الديمقراطي (تركيا)                         | 4                                                     | انسحاب                                                | انسحاب                                                |
| إبـطـال الصـوت                                        | إبـطـال الصـوت                                        | 10                                                    | 5                                                     | 16                                                    |
| عدد الأعضاء الحاضرين للجلسة                           | عدد الأعضاء الحاضرين للجلسة                           | 530                                                   | 532                                                   | 533                                                   |